# Saignement occulte
Pour les articles homonymes, voir FOB.
 Mise en garde médicale
Un saignement occulte fécal (en anglais, fecal occult blood ou FOB) désigne la présence de sang dans les selles qui n'est pas visible à l'œil nu. En médecine, la recherche de sang occulte est une vérification de l'éventuelle présence de sang occulte (caché) dans les selles. Les tests conventionnels de saignement occulte recherchaient l'hème. Des tests modernes plus récents recherchent à présent la globine.

## Intérêts du test
Statistiquement, les cancers et complications graves du côlon sont en augmentation dans toutes les catégories et origines de la population avec une tendance accrue dès l’âge de 50 ans. Ceci est attribué à des modifications environnementales et alimentaires et du comportement général, et pour partie aux technologies plus efficaces de détection qui permettent une mise en évidence nettement plus précoce des polypes, des micro-adénomes et des saignements.
Le sang occulte est invisible à l’œil nu, car présente dans les selles en quantité infime. Un test facile à mettre en œuvre permet de le détecter et ainsi mieux suivre son état de santé et pouvoir réagir à temps en consulter son médecin au plus vite.
Ces tests est recommandé par diverses associations actives dans la prévention de la mortalité du cancer colorectal. Après l’âge de 45 ans, indépendamment du sexe et du contexte familial, il est recommandé de suivre cette procédure régulièrement.
La perte de sang anale a plusieurs origines possibles, et dans la plupart des cas bénignes. Sur une population de 100 personnes pratiquant un test, il n’y a qu'un cas grave ou compliqué qui soit confirmé pour environ 13 à 15 tests positifs. Mais ce cas grave est encore trop souvent inéluctable et irréversible, d’où l’utilité du test. Ce dernier ne peut pas toujours sauver une vie, mais il peut, grâce à une détection rapide et un traitement adéquat, la prolonger pour de nombreuses années et surtout éclaircir l’origine de la perte de sang.
Certains contrôles réguliers et systématiques de la santé pratiqués depuis des années ont largement montré leur intérêt (par ex. chez les femmes pour les risques de cancer du sein ou de l'utérus), notamment pour la prévention de certains cancers pour lesquels des antécédents familiaux sont un facteur de risques, mais ans que nul n'en soit à l’abri. Les tests de détection du sang occulte permettent des investigations plus performantes et plus ciblées pratiquées par le gastroentérologue. Des études ont confirment l’utilité d’un contrôle régulier aussi anodin soit-il.

## Méthodologie

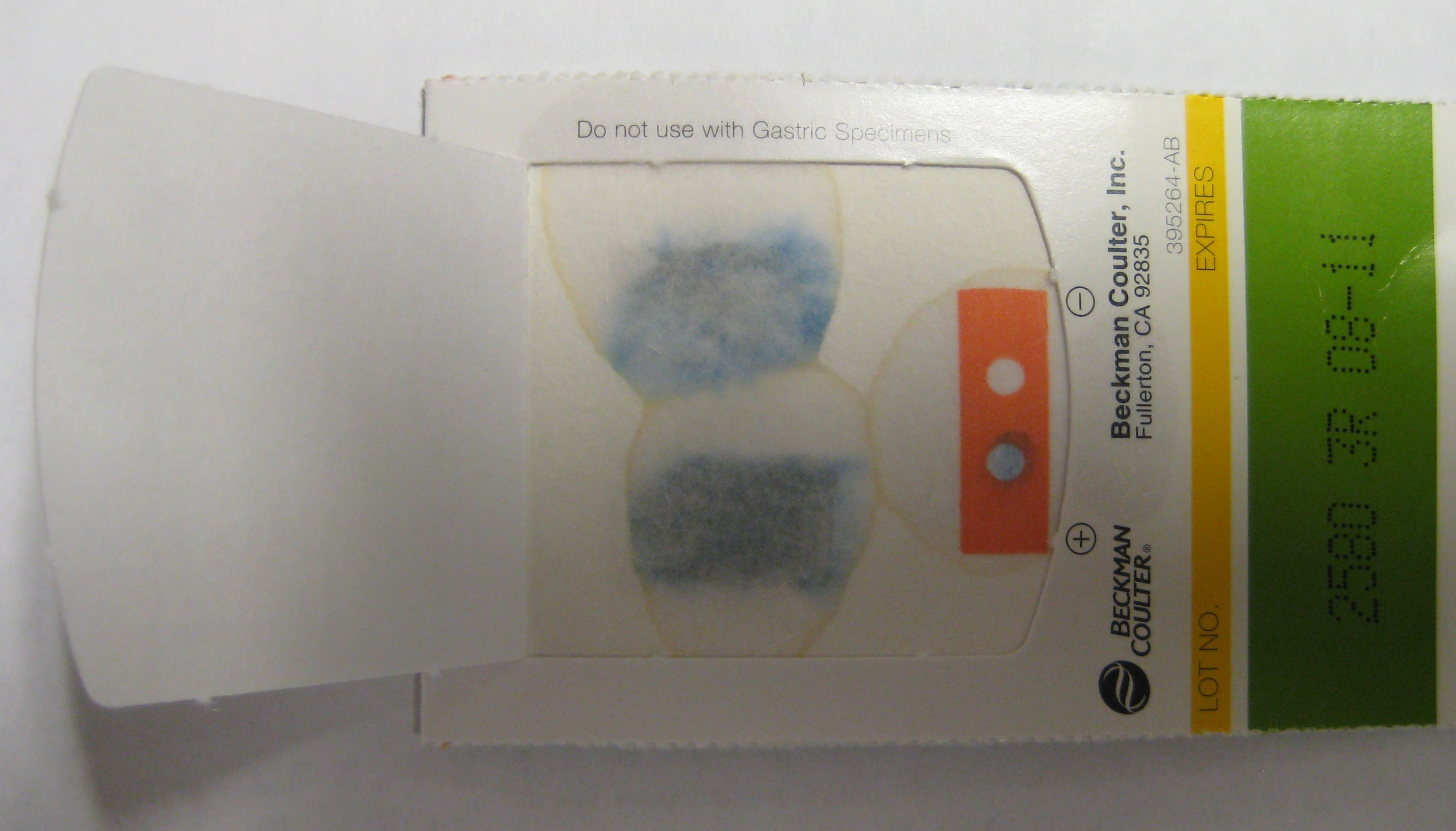
Exemple d'un test positif.

Le principe du test immunologique est simple. Grâce à sa grande sensibilité, il permet de détecter une trace de sang dans les selles qui par une nouvelle technologie immunologique ne peut être que celui de l’être humain et ne nécessite ainsi plus de régimes fastidieux qui ont souvent dissuadé par le passé le patient de pratiquer ce genre de test.
Le test immunologique exprime le résultat par une lecture facile et claire (un trait coloré représente le contrôle du bon fonctionnement du test - le test est négatif/deux traits colorés représentent le résultat et le contrôle - le test est positif). Sa fiabilité est de plus de 99.7 %. Le test est utilisé uniquement pour un usage de dépistage et ne garantit jamais l’absence de problèmes gastro-intestinaux. À l’origine de ces troubles, diversité et complexité font qu’une seule recherche est inconcevable pour permettre d’aboutir à une conclusion. Mais pour ce qui concerne sa spécificité, à savoir la recherche de sang dans les selles, le test immunologique apporte cette information pour laquelle il a été conçu avec le maximum de fiabilité. Sa lecture et sa spécificité étant supérieures aux tests colorimétriques au gaïac, la pratique du test immunologique ne nécessite pas de formation de laboratoire spécialement requise et peut se pratiquer sans problème à domicile. En Suisse, il existe depuis peu un test immunologique en vente libre en pharmacie (Primeview FOB - FOB pour l'anglais : Fecal Occult Blood).
Pratiquer un test en vente libre et avoir un résultat négatif ne dispense nullement son utilisateur d'un contrôle plus approprié lors d'une visite médicale et ceci surtout si une symptomatologie récurrente voire anormale, voire familiale y est associée. Il ne faut pas confondre dépistage, prévention et recherche spécifique de l'origine des troubles gastriques éventuels. Le test de recherche de sang occulte est un dépistage qui fait partie de l'une des phases de prévention recommandée par les associations et ligues contre le cancer.

## Évolutions récentes
Le test le plus utilisé en France (Hémoccult) ne permettait en 2014 de détecter que quatre cancers sur dix. L'Institut national du cancer (INCA) et la Caisse nationale d’Assurance maladie ont annoncé en France pour mars 2015 la mise sur le marché d'un nouveau « test immunologique de détection de sang occulte dans les selles » « à la fois plus performant et plus simple d’utilisation » pour un seul prélèvement de selles sera nécessaire (contre plusieurs auparavant) ; Ce test pouvant détecter huit cancers sur dix et quatre fois plus de lésions cancéreuses que l'Hémocult devrait être « diffusé progressivement auprès des 17 millions de personnes de 50 à 74 ans concernées par le programme national de dépistage, par leur médecin traitant. Le temps de production des nouveaux kits de dépistage par le prestataire retenu à l’issue de la procédure d’achat permet d’envisager leur disponibilité dès mars 2015 ».